# Fishbourne (Wight)
Fishbourne – wieś w Anglii, na wyspie Wight. Leży 6 km na północny wschód od miasta Newport i 117 km na południowy zachód od Londynu.